# Chiusavecchia
Chiusavecchia (im Ligurischen: Ciusavéggia) ist eine norditalienische Gemeinde mit 510 Einwohnern (Stand 31. Dezember 2023) in der Region Ligurien, politisch gehört sie zur Provinz Imperia.

## Geographie
Chiusavecchia liegt im Tal des Flusses Impero, am Zusammenfluss mit dem Rio Maddalena. Die an den Hängen des Monte Acquarone errichtete Gemeinde gehört zu der Comunità Montana dell’Olivo und ist circa 11 Kilometer von der Provinzhauptstadt Imperia entfernt.
Nach der italienischen Klassifizierung bezüglich seismischer Aktivität wurde die Gemeinde der Zone 3 zugeordnet. Das bedeutet, dass sich Chiusavecchia in einer seismisch wenig aktiven Zone befindet.

## Klima
Die Gemeinde wird unter Klimakategorie D klassifiziert, da die Gradtagzahl einen Wert von 1514 besitzt. Das heißt, die in Italien gesetzlich geregelte Heizperiode liegt zwischen dem 1. November und dem 15. April für jeweils 12 Stunden pro Tag.